# NCIX

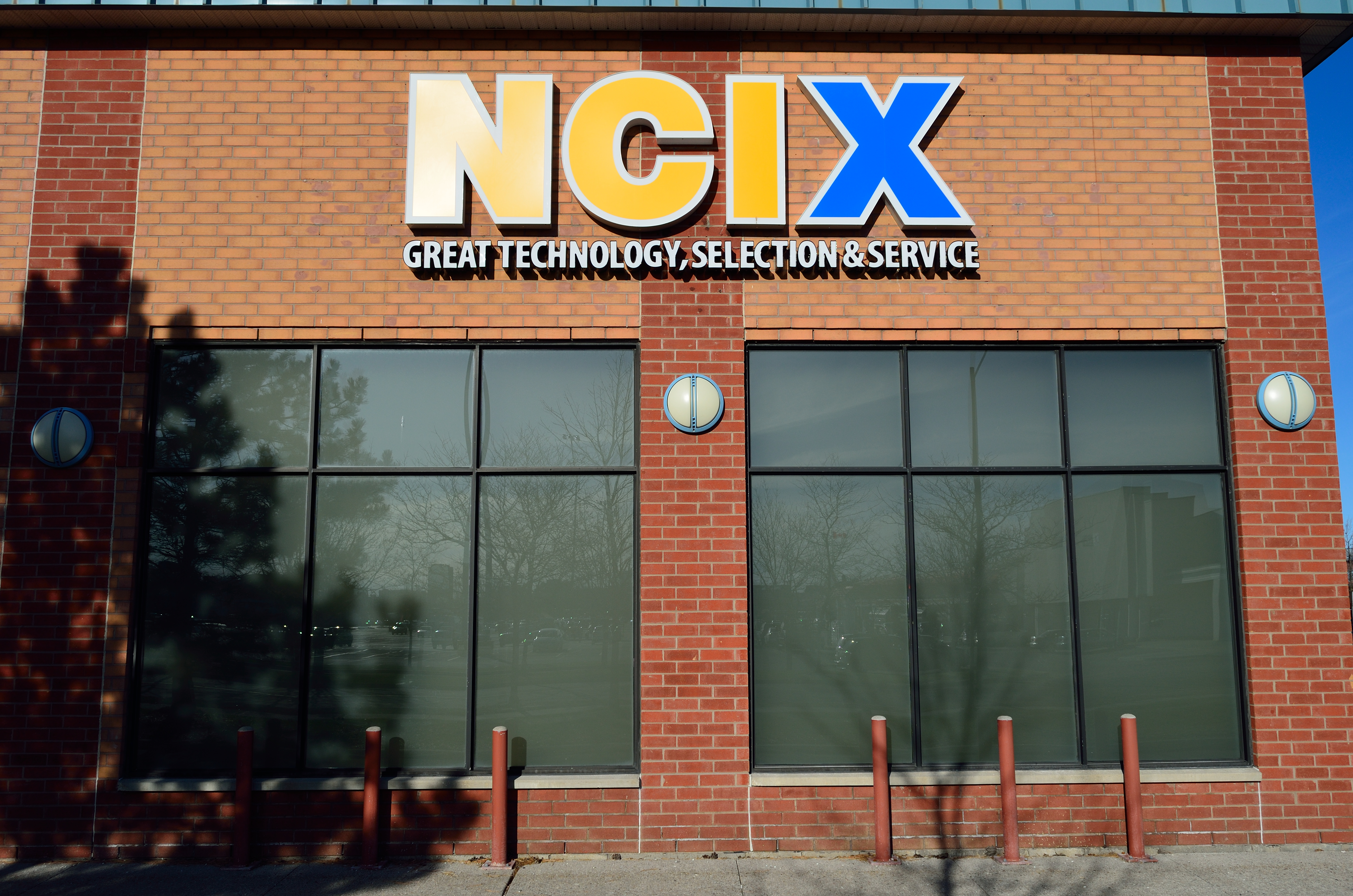
NCIX

Netlink Computer Inc.（NCIX）是加拿大的电脑硬件和软件线上商店，总部设在加拿大里士满。于1996年由Steve Wu（伍啟儀）成立。2017年公司关闭。